# 仙境異聞
仙境異聞（せんきょういぶん）は、平田篤胤の代表的神道書のひとつ。全2巻。1822年（文政5年）刊行。神仙界を訪れ、呪術を身に付けたという少年寅吉（とらきち）からの聞書きをまとめたものである。別名『寅吉物語（とらきちものがたり）』。

## 概要
下谷七間町(現在の台東区元浅草あたり)寅吉は7歳のときに、東叡山(寛永寺)で遊んでいると、杉山僧正にともなわれて、常陸国の岩間山に行き、修行して幽冥界に行き、外国も廻ったと主張し、呪術を操って江戸で評判となった。このことを聞いた篤胤は最初に寅吉を保護していた山崎美成のもとから半ば強引に自分の家に連れてきて数年間住まわせた。篤胤は神仙界に住むものたちの衣食住・祭祀・修行・医療・呪術などについて、くまなく質問をして、その内容をこの本に収めた。
その経緯を篤胤は、以下のように説明している。
以前から異境や隠れ里に興味を抱いていた篤胤は、寅吉の話により、幽冥の存在を確信した。篤胤は寅吉を説得して幽冥で寅吉が見た師仙の神姿を絵師に描かせ、以後はその尊図を平田家家宝として祭った 。
自己の神学体系に幽冥信仰を導入し、またみずから「幽世（かくりよ）」の実在を信じた篤胤の神秘思想をうかがわせる内容となっている。当時この本は平田家では門外不出の厳禁本であり高弟でも閲覧を許されないとされた。
現在では岩波文庫から平田篤胤（子安宣邦校注）『仙境異聞・勝五郎再生記聞』（2000年、岩波書店）として公刊されている。2018年、異世界転生ものブームに伴ってTwitterで話題になり、増刷された。